# 덕질닷컴
deokjil.com은 2021년 2월 22일에 개설된 한국어 기반 종합 취미·덕질 온라인 커뮤니티. 이 사이트는 K-pop, IT, 게임, 뷰티, 일상토크 등 다양한 분야에서 이용자들이 마음껏 의견을 나누고 정보를 공유할 수 있는 열린 공간을 제공한다.

## 역사
- 2021년 2월: 문을 열고 기본 카테고리로 ‘덕질’과 ‘스퀘어’를 선보임.
- 2022년: ‘컴퓨터/하드웨어’ 게시판 개설로 IT 소식과 팁을 다루기 시작[3].
- 2023년: ‘뷰티/화장품/메이크업’ 게시판 추가로 뷰티 리뷰와 꿀팁을 공유[4].
- 2024년: ‘인공지능/AI’ 게시판을 오픈해 챗GPT 활용 사례부터 자연어 처리 토론까지 다룸[5].
- 2024년 11월 4일: 활동에 ‘사랑(LOVE)’ 포인트를 부여하는 시스템 도입[6].

## 주요 서비스
- 팬 커뮤니티: 방탄소년단(BTS), 트와이스 등 K-pop 아티스트별 전용 게시판 운영[7].
- IT·기술 토론: 최신 하드웨어 뉴스, 토렌트 팁, 소프트웨어 사용기 공유[8].
- 뷰티 리뷰: 신제품 화장품 후기, 성형 정보, 메이크업 꿀팁 등 솔직한 리뷰 제공[9].
- 일상·소통: 여행, 연애, 직장 이야기 등 다양한 일상 토크방.
- 쇼핑 핫딜: 실시간 할인정보와 쿠폰 공유.
- AI 활용 팁: 챗GPT 프롬프트, 이미지 생성, AI 윤리 논의 등[10].

## 평가 및 영향
현재까지 주요 언론에 소개된 독립적인 보도는 없음.  이용자 반응은 뜨거워서, 공지글 하나에 수천 개의 조회수와 댓글이 달리며 활발한 참여 문화를 보여준다.  하지만 객관적 평가를 위해 외부 매체 리뷰나 분석 기사가 필요하다.

## 같이 보기
- DC Inside
- 클리앙
- 루리웹
- 더쿠